# Anticlea (filla d'Autòlic)
Anticlea (en grec antic Άντίκλεια), va ser, segons la mitologia grega, filla d'Autòlic, "el més astut dels homes". Va ser la mare d'Odisseu.
Autòlic va robar uns caps de bestiar a Sísif. Aquest va tractar de recuperar-los i va anar a la recerca del lladre. Mentre s'estava a casa d'Autòlic, Anticlea es va lliurar en secret a l'heroi, abans de casar-se amb Laertes. Per això de vegades es diu que Odisseu era fill de Sísif.
Durant l'absència d'Odisseu, Anticlea, consumida per la pena i cansada d'esperar la tornada del seu fill, se suïcidà.